# Piptadenia peruviana
Piptadenia peruviana är en ärtväxtart som först beskrevs av James Francis Macbride, och fick sitt nu gällande namn av Rupert Charles Barneby. Piptadenia peruviana ingår i släktet Piptadenia och familjen ärtväxter. Inga underarter finns listade i Catalogue of Life.